# استان شمالی (زامبیا)
استان شمالی (به لاتین: Northern Province) یک منطقهٔ مسکونی در زامبیا است که در زامبیا واقع شده‌است. استان شمالی ۷۷٬۶۵۰ کیلومتر مربع مساحت و ۱٬۳۰۴٬۴۳۵ نفر جمعیت دارد.